# Assia Noris

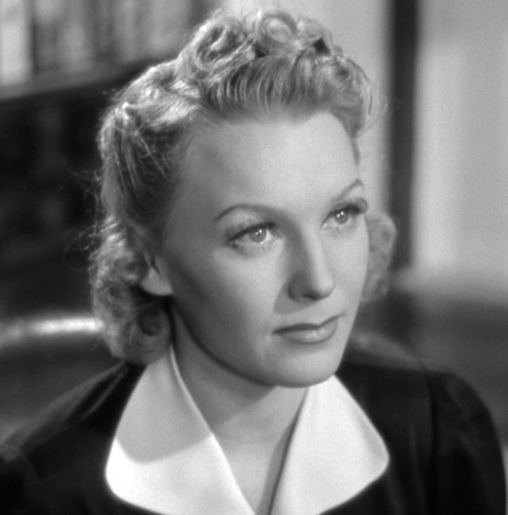
Assia Noris (1939)

Assia Noris (gebürtig Anastasia von Herzfeld; * 13. Februarjul. / 26. Februar 1912greg. in Sankt Petersburg, Russisches Kaiserreich; † 27. Januar 1998 in Sanremo, Ligurien) war eine italienische Schauspielerin russischer Herkunft.

## Leben
Die Tochter eines wohl deutschstämmigen russischen Gardeoffiziers und einer Ukrainerin kam mit ihren Eltern nach der Oktoberrevolution nach Frankreich und wuchs in Nizza auf, wo sie die Schule besuchte. 1929 ging sie nach Italien und nahm dort Schauspielunterricht. Sie heiratete als ersten ihrer fünf Ehemänner den Italiener Gaetano d’Assia, aus dessen Namen sie ihr Leinwandpseudonym ableitete.
1932 entdeckten Produzent Giuseppe Amato und Regisseur Mario Bonnard sie für den Film. Zum Star der Filme der Telefoni Bianchi wurde sie durch Regisseur Mario Camerini, unter dessen Regie sie erstmals 1933 in der Krimi-Persiflage Giallo spielte. Ab Mitte der 1930er Jahre war sie in Camerinis Komödien häufig in der Rolle eines naiven jungen Mädchens, das von der Liebe und einem ruhigen Leben träumt, zu sehen. Zu ihren Filmpartnern gehörten Vittorio De Sica (z. B. Ma non è una cosa seria, 1936) und Amedeo Nazzari (z. B. Centomilla dollari, 1940). Von 1940 bis 1943 war sie mit Camerini verheiratet. Zu ihren herausragenden Leistungen zählen auch Mario Soldatis Skandal um Dora (1939) und Renato Castellanis Un colpo di pistola (1942), in dem sie die für sie untypische Rolle einer reifen Frau spielte.
Der italienische Neorealismus der Nachkriegszeit bedeutete praktisch das Ende ihrer Filmkarriere, da weder ihr als veraltet geltender Darstellungsstil noch ihre Leinwandpräsenz während der Mussolini-Zeit vom neuen italienischen Filmwesen und Publikum noch goutiert wurde. Nur 1949 trat sie in dem ägyptischen Film Amina unter der Regie des Italieners Goffredo Alessandrini auf und 1964 holte sie Carlo Lizzani noch einmal für die Titelrolle in La Celestina P... R... vor die Kamera.
Assia Noris starb im Januar 1998 im Alter von 85 Jahren.

## Filmografie (Auswahl)
- 1933: La signorina dell’autobus
- 1936: Die weiße Frau des Maharadscha (Una donna fra due mondi)
- 1937: Der Mann, der nicht nein sagen kann (Ma non è una cosa seria)
- 1939: Alarm im Warenhaus (I grandi magazzini)
- 1940: Walzer einer Nacht (Una romantica avventura)
- 1940: Skandal um Dora (Dora Nelson)
- 1942: Ein Pistolenschuß (Un colpo di pistola)
- 1942: Mein Leben für dich (Una storia d’amore)
- 1943: Capitän Fracasse (Le capitaine Fracasse)
- 1965: La Celestina P … R …